# Pocisk rakietowy
Uzasadnienie: pocisk odrzutowy to szersze pojęcie, a pocisk rakietowy ogranicza się tylko do napędzanych silnikami rakietowymi

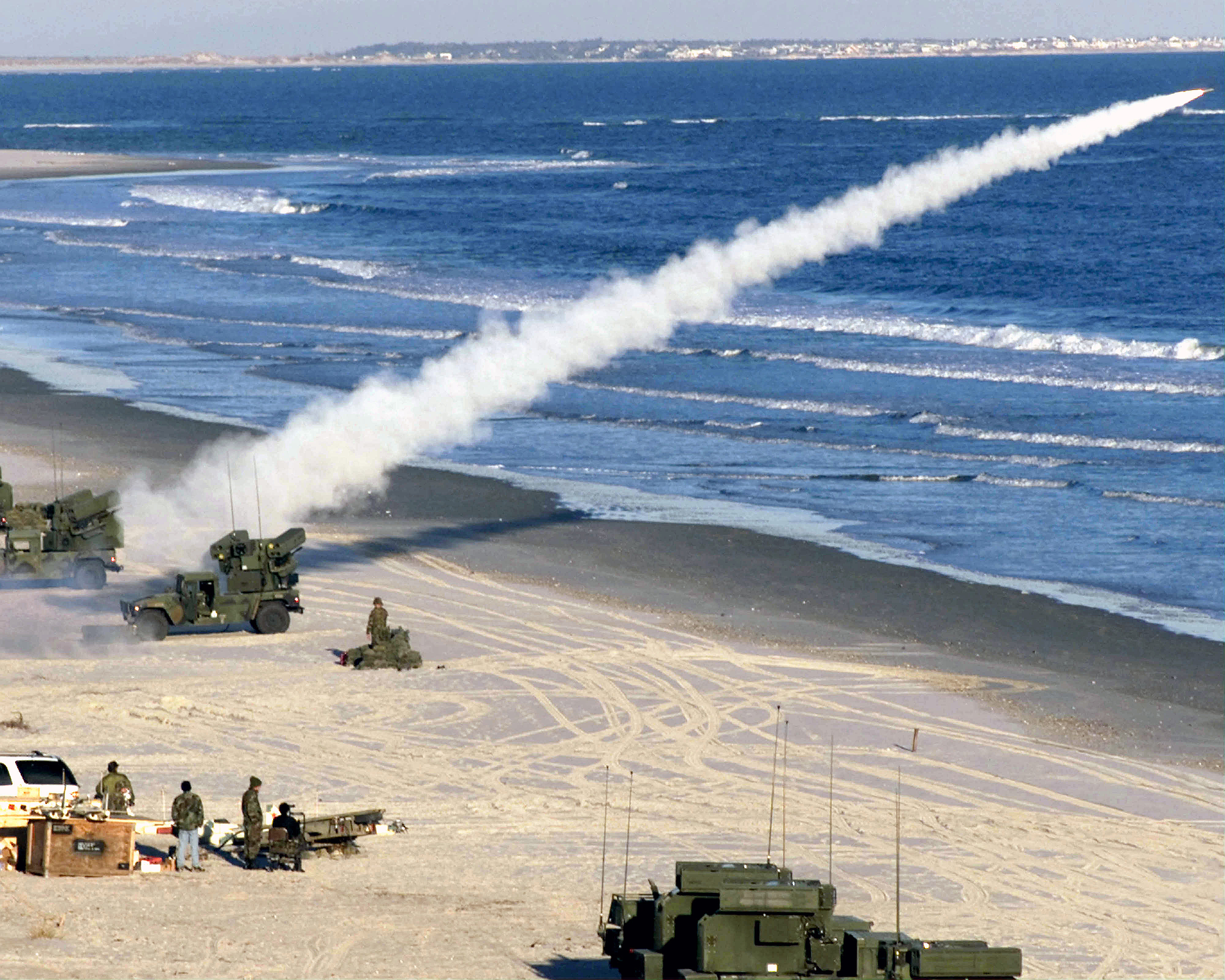
Przeciwlotniczy zestaw rakietowy M1097 Avenger po wystrzeleniu pocisku FIM-92 Stinger klasy ziemia-powietrze

Pocisk rakietowy – pocisk odrzutowy napędzany silnikiem rakietowym. Składa się z silnika rakietowego, zespołu bojowego, układu kierowania (jeśli jest kierowany) i innych elementów pomocniczych. Konstrukcję nośną stanowi jego kadłub (korpus). Szczególnie szybki rozwój tego rodzaju broni datuje się od lat 40. XX wieku. 

## Podział pocisków rakietowych
- W zależności od liczby silników (pracujących kolejno):
  - jednostopniowy
  - wielostopniowy
- w zależności od sposobu naprowadzania na cel:
  - kierowany
  - niekierowany
- w zależności od stanu fizycznego paliwa:
  - napędzane paliwem płynnym
  - napędzane paliwem stałym
- w zależności od donośności:
  - bliskiego zasięgu
  - średniego zasięgu
  - dalekiego zasięgu
- w zależności od przeznaczenia:
  - przeciwpancerny
  - przeciwlotniczy
  - polowy, itp.
- w zależności od miejsca startu i celu:
  - klasy ziemia-ziemia
  - klasy ziemia-powietrze
  - klasy ziemia-woda
  - klasy powietrze-powietrze
  - klasy powietrze-ziemia
  - klasy powietrze-woda
  - klasy woda-woda
  - klasy woda-ziemia
  - oraz inne
- w zależności od głowicy bojowej:
  - konwencjonalne
  - jądrowe
  - chemiczne, itp.